# Papilio androgeus

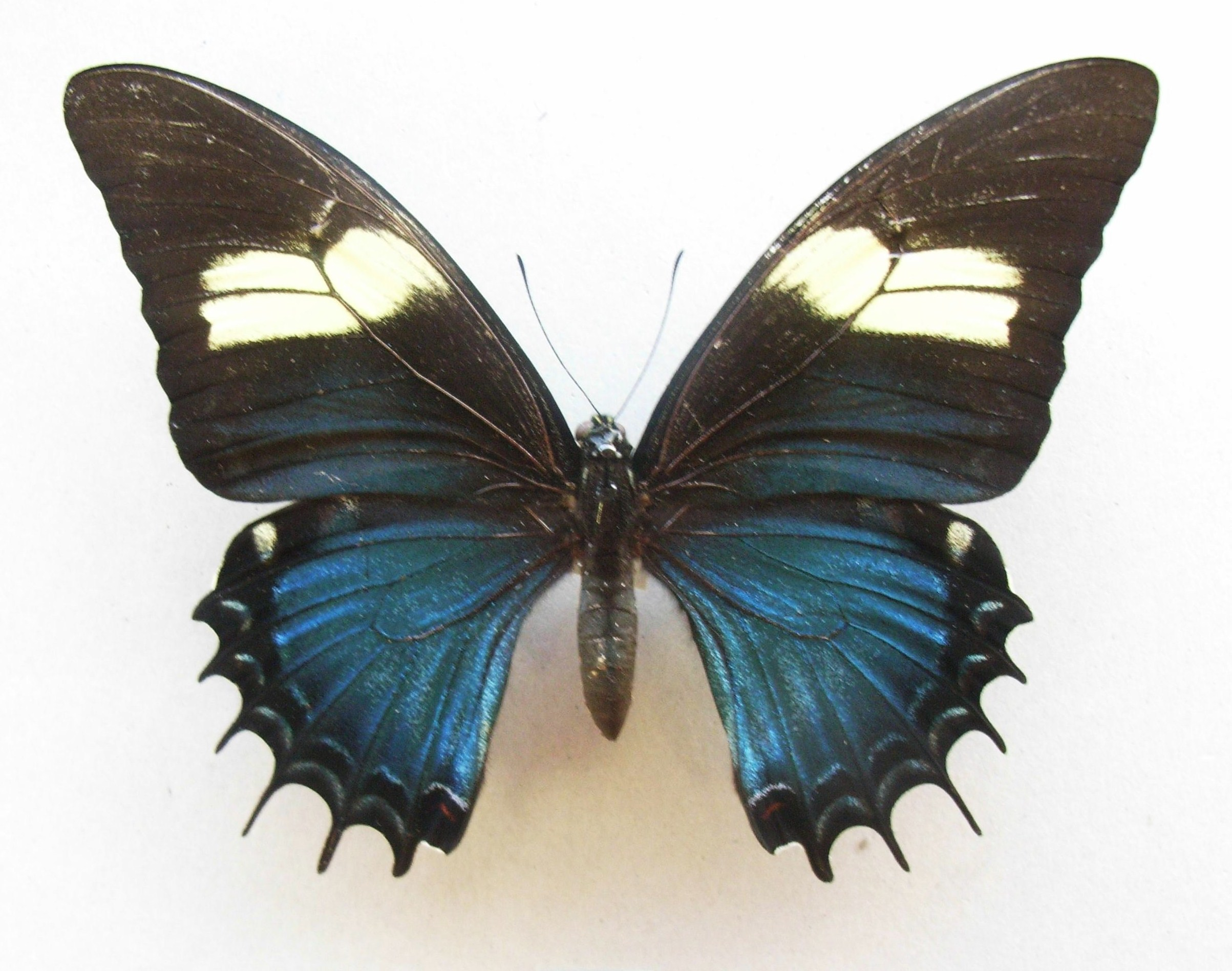
Weibchen von Papilio androgeus

Papilio androgeus, im englischen Sprachgebrauch auch Queen Swallowtail genannt, ist ein Schmetterling (Tagfalter) aus der Familie der Ritterfalter (Papilionidae).

## Beschreibung

### Falter
Zwischen den Geschlechtern besteht ein starker Sexualdimorphismus. Die Flügelspannweite der Falter beträgt 134 bis 140 Millimeter. Alle Flügel haben eine schwarzbraune Grundfarbe. 
Bei den Männchen heben sich auf der Oberseite der Vorder- und Hinterflügel sehr breite gelbe Binden ab. Am Außenrand der Hinterflügel sind undeutliche gelbliche und bläuliche Flecke vorhanden, die zuweilen auch fehlen. Die Unterseite zeigt eine ähnliche Zeichnung wie die Vorderflügel, ist jedoch wesentlich blasser und undeutlicher, die Flecke an den Außenrändern sind hingegen etwas kräftiger ausgebildet. 
Die Weibchen sind bezüglich der Zeichnungselemente variabler. Oftmals haben sie große weiße Flecke auf der dunklen Vorderflügeloberseite, die jedoch auch gänzlich fehlen können. Die Hinterflügel schimmern mehr oder weniger metallisch blau oder türkis und zeigen am Außenrand blaugrüne Flecke. Auf der bräunlichen Flügelunterseite befinden sich am Außenrand der Hinterflügel drei Reihen, die aus halbmondförmigen roten, blauen und gelben Flecken gebildet werden. 
Beide Geschlechter zeigen an den Hinterflügeln fünf bis sechs schmale, zeichnungslose, schwärzliche Schwänzchen, von denen eines etwas verlängert ist.

### Raupe, Puppe
Ausgewachsene Raupen haben eine olivgrüne bis schwarzbraune Farbe. Im Nackenbereich ist eine orange Linie zu erkennen. In der Körpermitte hebt sich eine grünweiße, sattelförmige Verdickung hervor. Auf dem Rücken befinden sich außerdem einige kleine Warzen, die bläuliche Punkte zeigen.
Die Puppe ist dunkelbraun und mit cremefarbenen Längsstreifen versehen. Die Flügelscheiden schimmern grünlich.

### Ähnliche Arten
Papilio androgeus unterscheidet sich bei den Männchen von anderen Papilio-Arten durch die wesentlich breiteren gelben Binden auf der Oberseite und das Fehlen von gelben Flecken am Vorderflügelaußenrand. Die Weibchen sind an den blaugrünen Flecken am Außenrand der Hinterflügelunterseite und den vielen zeichnungslosen Schwänzchen zu unterscheiden. 

## Verbreitung und Lebensraum
Papilio androgeus ist in Mittel- und Südamerika weit verbreitet. Seit 1976 kommt die Art auch in Florida vor. Sie besiedelt bevorzugt tropische und subtropische Wälder.

## Lebensweise
Die Falter bilden mehrere Generationen pro Jahr, die von März bis September anzutreffen sind. Sie besuchen zur Nektaraufnahme gerne verschiedene Blüten oder nehmen Flüssigkeit und Mineralstoffe an feuchten Erdstellen auf. Die Raupen ernähren sich von den Blättern verschiedener Rautengewächse (Rutaceae), wie Zitruspflanzen (Citrus) und Zanthoxylum. In Lateinamerika werden Mandarinen (Citrus reticulata), in Florida Orangen (Citrus × sinensis) bevorzugt. Die Verpuppung erfolgt als Gürtelpuppe. Diese wird oftmals an dünnen Stämmen befestigt und verleiht ihr dann das Aussehen eines dürren abgebrochenen Astes. Die Puppen der letzten Generation überwintern.

## Unterarten
- Papilio androgeus androgeus Cramer, 1775 kommt in Surinam, Kolumbien, Ecuador bis Bolivien sowie in den brasilianischen Bundesstaaten Amazonas, Pará und Mato Grosso vor.
- Papilio androgeus epidaurus Godman & Salvin, 1890 kommt in Florida, Mexiko, Panama und Kuba bis nach St. Lucia vor
- Papilio androgeus laodocus Fabricius, 1793 kommt in den brasilianischen Bundesstaaten Minas Gerais und Paraná sowie in Paraguay und Argentinien vor.